# Linaria supina
Linaria supina es una planta herbácea de la familia de las escrofulariáceas.

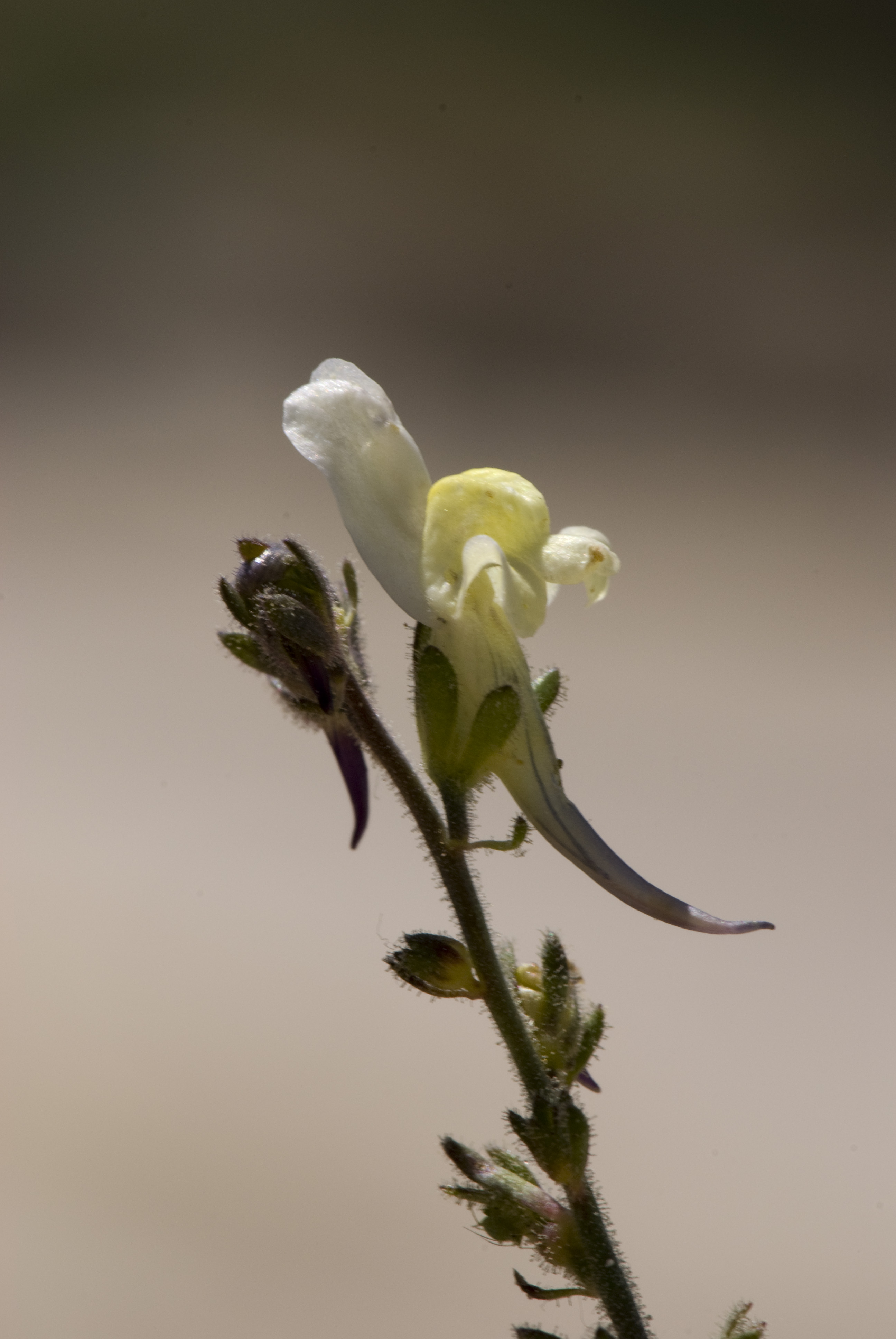
Inflorescencia

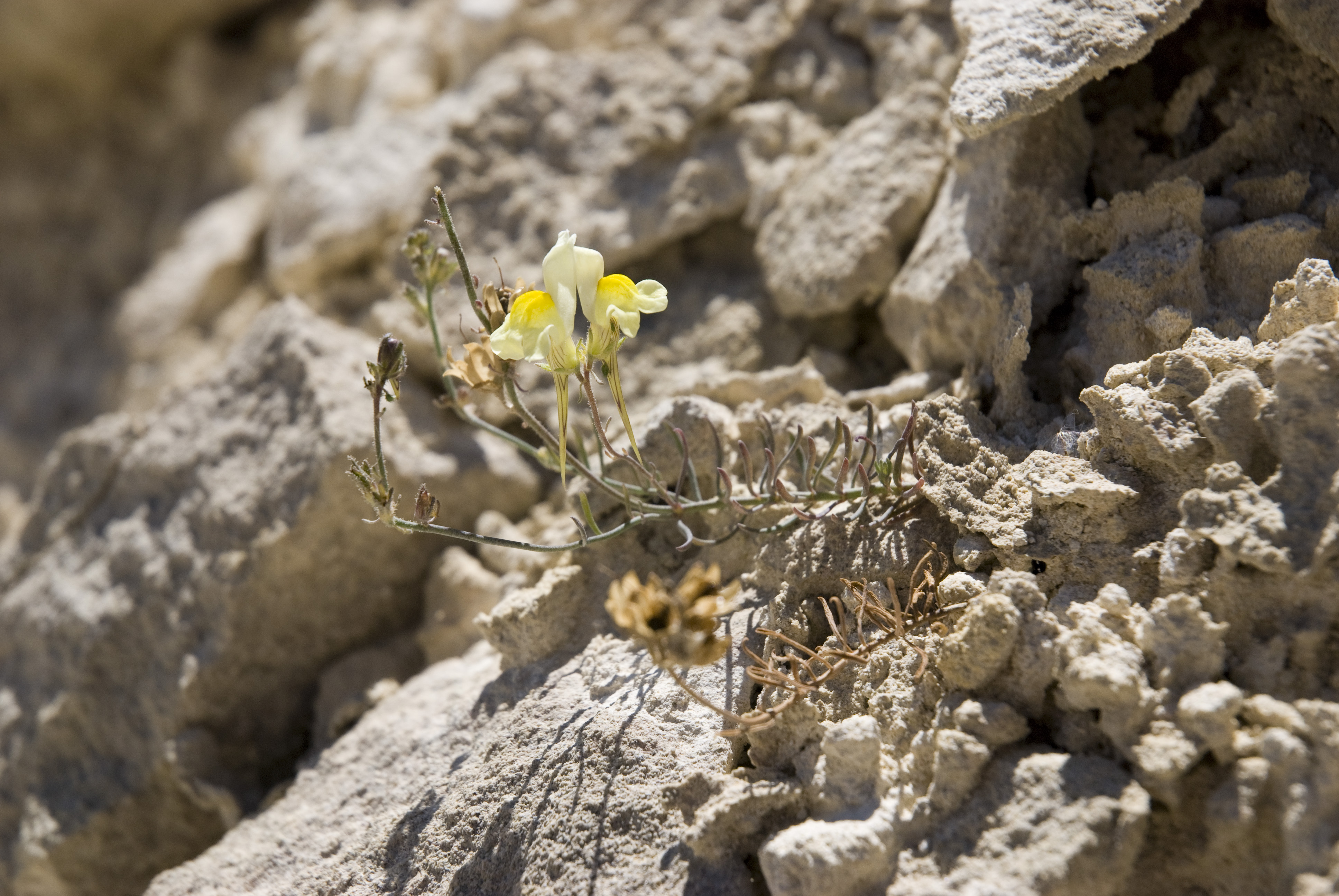
Vista de la planta en su hábitat

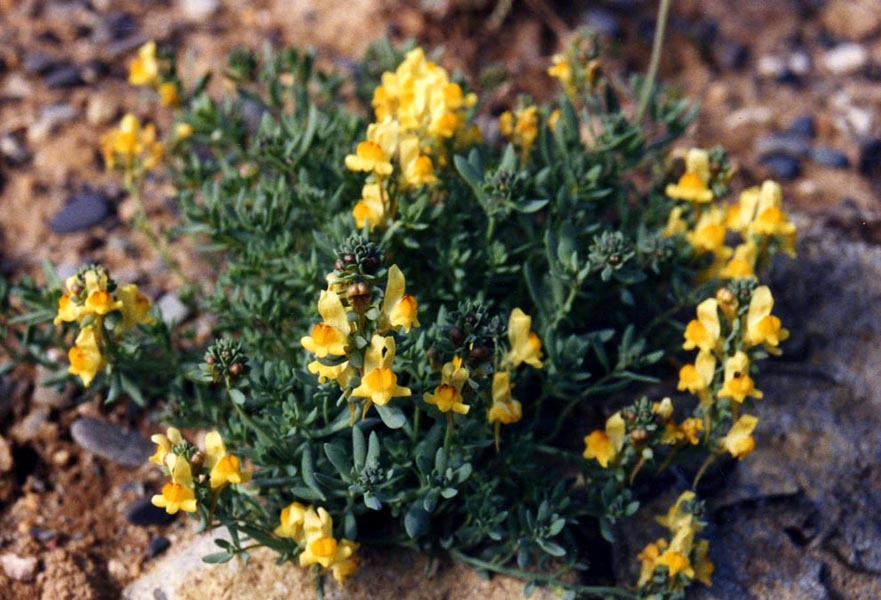
Vista de la planta en flor

## Descripción
Es una hierba perenne –en ocasiones anual o bienal–, peloso-glandulosa en la inflorescencia –pelos de 0,2-1 mm–, en ocasiones glabrescente, por lo común ± glauca. Tallos fértiles 1-30, de 5-30(40) cm, de procumbentes a ascendentes, en ocasiones suberectos, simples o ramificados; tallos estériles 1-24, hasta de 17 cm, de procumbentes a ascendentes. Hojas de los tallos fértiles 3-32 × 0,3-5 mm, lineares, linear-oblanceoladas o linear-subuladas, agudas o subagudas –en ocasiones obtusas–, planas o ligeramente revolutas, las superiores generalmente alternas, las inferiores alternas o dispuestas en verticilos de 3-6; hojas de los tallos estériles 2-20 × 0,3-2 mm, similares a las de los fértiles, dispuestas en verticilos de 3-6. Inflorescencia hasta de 25 cm, con 2-23(27) flores, densa en la antesis, densa o ± laxa en la fructificación; brácteas 2-11 × 0,3-1,3 mm, de lineares a linear-oblanceoladas, agudas; pedicelos 0,5-3,5 mm en la antesis –1-7 mm en la fructificación–, erecto-patentes o erectos. Cáliz con sépalos desiguales –rara vez subiguales–, de subagudos a obtusos; sépalo superior 4-8 × 0,5-1 mm en la antesis –4,5-8 × 0,6-1,2 en la fructificación–, de linear-oblanceolado a linearespatulado; sépalos inferiores 2,5-6 × 0,7-1,2 mm en la antesis –3-7 × 0,8-1,5 mm en la fructificación–, de oblanceolados a oblongo-oblanceolados. Corola (13)15-25(27) mm, de ordinario amarilla o de un amarillo blanquecino con venas violetas, castaño-violetas, purpúrea o de un gris-verdoso, rara vez ± teñida de violeta o blanca; tubo de 3-4 mm de anchura; seno del labio superior 2-4 mm; seno del labio inferior 1,5-3 mm; espolón 6,5-15(18) mm –1,5-2 mm de anchura en su base–, por lo general ligeramente curvado, en ocasiones ± recto, en general más largo que el resto de la corola, en ocasiones subigual o más corto. Cápsula 3-7,5 × 2,8-7,5, globosa, glabra o con pelos glandulíferos de 0,1-0,2 mm en su mitad superior. Semillas 1,7-2,8(3,3) × 1,5-2,7(3) mm, suborbiculares, plano-convexas o ± cóncavo-convexas; disco ± reniforme, liso o tuberculado, negro o de un gris obscuro; ala de 0,3-0,6 mm de anchura, membranácea, entera –rara vez subentera–, no engrosada, no papilosa, negra o de un gris obscuro.

## Distribución y hábitat
Se encuentra en ribazos, taludes, roquedos, pastos terofíticos, dunas litorales, cultivos y terrenos baldíos, indiferente al substrato; a una altitud de 0-2550 metros en el SW de Europa; introducida en Inglaterra, Noruega y Suecia. Mitad N de la península ibérica.

## Taxonomía
Linaria supina fue descrita por (L.) Chaz.  y publicado en Supplement au Dictionaire des Jardiniers 2: 39. 1790.
Citología
Número de cromosomas de Linaria supina (Fam. Scrophulariaceae) y táxones infraespecíficos:  2n=12
Sinonimia
- Antirrhinum supinum L.	[4]
- Antirrhinum maritimum (Lam. & DC.) Poir. in Lam.
- Antirrhinum pyrenaicum (Ramond ex DC.) Loisel.
- Linaria alpina var. odoratissima (Benth.) P. Monts.
- Linaria ambigua A. Huet
- Linaria maritima Lam. & DC.
- Linaria masedae Merino
- Linaria odoratissima (Benth.) Bubani[5]

## Nombre común
- Castellano: acicates de Salamanca, gallitos, linaria, mosquita dorada, mosquitas doradas, mosquitas doradas de España, muelas.[5]